# 双台子乡
双台子乡，是中华人民共和国辽宁省沈阳市法库县下辖的一个乡镇级行政单位。

## 行政区划
双台子乡下辖以下地区：
转山子村、胡家烧锅村、侯家堡村、大房申村、七家子村、关家屯村、团山子村、双台子村和新发堡村。